# Beregama goliath
Beregama goliath là một loài nhện trong họ Sparassidae.
Loài này thuộc chi Beregama. Beregama goliath được Pater Chrysanthus miêu tả năm 1965.